# Варварство
Ва́рварство (от греч. βάρβαρος — чужеземец, варвар) — греческое слово, которое перешло в раннюю латынь (лат. barbaria), а из средневековой латыни — в европейские языки. Слово по своему происхождению является ономатопоэтическим, то есть звукоподражанием непонятному языку иноземцев.
Ва́рварство — понятие, введенное А. Фергюсоном (1723—1816), шотландским философом и обоснованное Л. Морганом (1818—1881), американским этнографом и социологом. Согласно этому определению, варварство — период первобытной истории, следующий за дикостью и предшествующий цивилизации. По Ф. Энгельсу, это период расцвета и разложения родового строя и становления классового общества. Начало периода характеризуется появлением гончарного производства, конец — изобретением письменности. Энгельс в своей работе «Происхождение семьи, частной собственности и государства» отмечал условность периодизации Моргана.
В современной антропологии, археологии и истории приняты другие системы периодизации первобытной истории.
Ва́рварство — в переносном смысле — грубое, дикое, бескультурное, нецивилизованное поведение.